# Dijonská hořčice

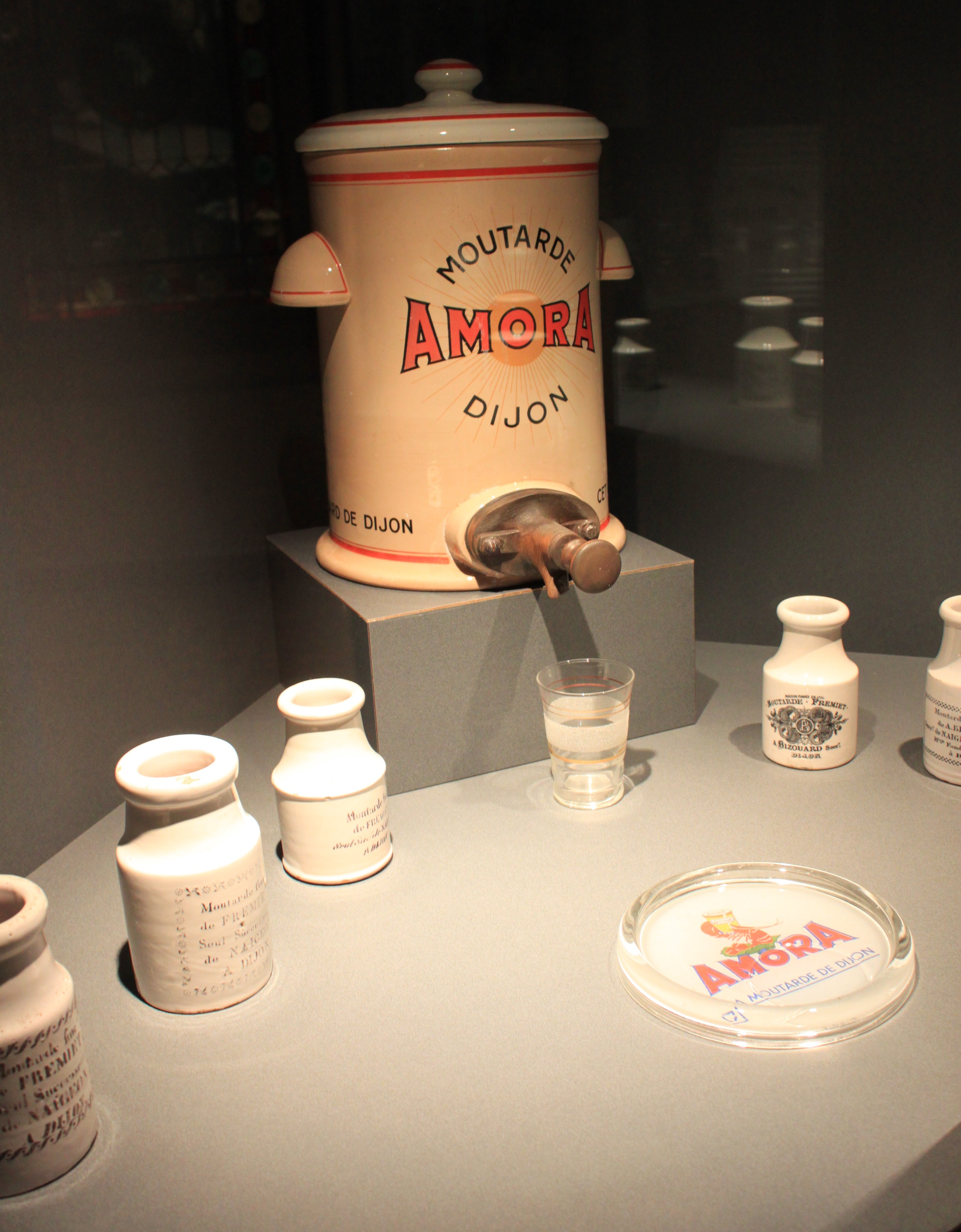
Dijonská hořčice

Dijonská hořčice (francouzsky: La moutarde de Dijon) je francouzská hořčice pocházející z Dijonu.

## Charakteristika
Jedná se o silnou hořčici, která existuje v několika odrůdách. Vyrábí se ze semen brukve sítinovité (Brassica juncea), octa, soli, kyseliny citronové a vody, která je hlavní příčinou pálivosti hořčice. Hodí se ke všem druhům masa a lze ji použít i k přípravě majonézy a to ke zvýraznění chuti.
Hořčičná semena užívaná při výrobě dijonské hořčice pocházejí převážně z Kanady (80 %), nebo ze zemí východní Evropy (10 %).
„Moutarde de Dijon“ není chráněné označení původu (nejedná se o Appellation d'origine contrôlée), takže není právně chráněno. Proto dnes označuje spíše způsob výroby a druh hořčice než produkt, jehož původ a složení jsou spojeny s terroir.
Vyhláška z roku 1937 označuje dijonskou hořčici jako obecný pojem. Není výsledkem tradičního a místního procesu ani nezískává svou kvalitu díky použití surovin z dané lokality. Na druhou stranu existuje chráněné zeměpisné označení Burgundská hořčice.
V roce 2008 se nizozemská skupina Unilever, která měla v Evropě několik továren na hořčici, rozhodla výrobní závod v Dijonu uzavřít. Od 15. července 2009 se proto dijonská hořčice tohoto výrobce již nevyrábí a nebalí v Dijonu, ale v sousední obci Chevigny-Saint-Sauveur.

## Zajímavost
V roce 2009 požádal americký prezident Barack Obama kuchaře na palubě Air Force One o ochutnávku dijonské hořčice. Na základě této žádosti zaslalo město Dijon balíček obsahující různé druhy hořčice od společnosti Amora Maille.